# Kenton Miller
Kenton Riegel Miller (Chicago, 9 de abril de 1939 -  Mathias, Virgínia Ocidental, 9 de maio de 2011) foi um engenheiro florestal americano que teve papel importante no movimento conservacionista e na difusão das áreas protegidas na América Latina. Foi Direito-Geral e Vice-Presidente da União Internacional para a Conservação da Natureza (UICN), e Diretor do Programa de Recursos Biologicos e Vice-Presidente para Conservação e Desenvolvimento internacional do World Resources Institute.

## Infância e formação
Kenton Miller nasceu em Chicago, filho de Henry Miller e Melinda Riegel. Por ser asmático, juntou-se aos escoteiros ainda criança, e sua entusiástica participação no movimento ao longo da juventude lhe renderia como prêmio uma viagem ao Jamboree do Japão, quando tinha 17 anos. Através do escotismo desenvolveria na juventude um profundo interesse por fotografia e taxidermia, tendo como mentor C. J. Albrecht, taxidermista do American Museum of Natural History e do Chicago Field Museum.
Por influência de Albrecht, estudou Forestry na Universidade Washington College, e na sequencia fez mestrado em Forest Recreation, com monografia intitulada "A Plan for the Development of Canaima National Park".

## Carreira
Miller iniciou sua carreira como oficial da Organização das Nações Unidas para Alimentação e Agricultura (FAO), na Costa Rica. Mais tarde esse cargo lhe permitiu dirigir - com apoio do Rockefeller Brothers’ Fund (RBF) e do Programa das Nações Unidas para o Desenvolvimento - o Programa Latino-Americano de Gestão de Áreas Naturais (em inglês Latin American Programme on Wildland Management).
Tendo adquirido importante experiência em políticas públicas, planejamento, capacitação e gestão de áreas protegidas, trabalhou como professor da School of Natural Resources da Universidade de Michigan, e como consultor na Ásia, África, Europa e Antártida. 
Teve papel importante no desenvolvimento e implementação do Congresso Mundial de Parques da UICN, na elaboração do documento Global Biodiversity Strategy (WRI/IUCN/UNEP) e na redação do projeto da Convenção sobre Diversidade Biológica.
Ao longo de sua carreira foi Diretor-Geral da UICN entre 1983 e 1988, considerado por muitos o mais alto cargo do mundo da conservação da natureza em nível mundial. Na sequência trabalhou por quinze anos no World Resources Institute, onde sucessivamente ocupou os cargos de Diretor do Programa de Recursos Biologicos (1988-2000) e Vice-Presidente para Conservação e Desenvolvimento internacional (2000-2004). Por fim voltou à UICN, onde ocupou por três mandatos a vice-presidência de Conservação e Desenvolvimento.
A UICN e a UNESCO o descrevem como "um mentor para muitos líderes mundiais da conservação", reconhecido particularmente por sua promoção energética da inovação e capacitação no planejamento e gestão de parques nacionais e áreas protegidas.

## Reconhecimento
Kenton Miller foi recipiente do Schubert Environmental Prize (Alemanha), de dois doutorados honoris causa e do prêmio Golden Ark (Holanda), dentre outros. Como forma de homenagea-lo postumamente, a UICN concede anualmente o Prêmio Kenton Miller de Inovação na Gestão de Áreas Protegidas.